# Венгожево
Венгожѐво (на полски: Węgorzewo; на немски: Angerburg; литовски: Ungura) е град в Североизточна Полша, Варминско-Мазурско войводство. Административен център е на Венгожевски окръг, както и на градско-селската Венгожевска община. Заема площ от 10,88 км2. Към 2010 година населението му възлиза на 11 377 души.